# 杜尚·格雷兹尔
杜尚·格雷兹尔（捷克語：Dušan Grézl，1979年5月4日—），捷克男子田径运动员。他曾代表捷克参加2004年、2008年、2012年和2016年夏季残疾人奥林匹克运动会田径比赛，其中2004年夏季残奥会获得一枚铜牌。